# Francie na Letních olympijských hrách 1952
Francii na Letních olympijských hrách v roce 1952 ve finských Helsinkách reprezentovala výprava 245 sportovců (214 mužů a 31 žen) v 18 sportech.

## Medailisté
| Medaile | Jméno                                                                                            | Sport         | Soutěž                              |
| ------- | ------------------------------------------------------------------------------------------------ | ------------- | ----------------------------------- |
| Zlato   | Jean Laudet Georges Turlier                                                                      | Kanoistika    | Muži C2 10 000 m                    |
| Zlato   | Pierre Jonquères d'Oriola                                                                        | Jezdectví     | Parkurové skákání - jednotlivci     |
| Zlato   | Christian d'Oriola                                                                               | Šerm          | Muži fleret                         |
| Zlato   | Jéhan Buhan Christian d'Oriola Jacques Lataste Claude Netter Jacques Noël Adrian Rommel          | Šerm          | Družstvo mužů fleret                |
| Zlato   | Bernard Malivoire Gaston Mercier Raymond Salles                                                  | Veslování     | Muži dvojka s kormidelníkem         |
| Zlato   | Jean Boiteux                                                                                     | Plavání       | Muži 400 m volný způsob             |
| Stříbro | Alain Mimoun                                                                                     | Atletika      | Muži běh na 5 000 m                 |
| Stříbro | Alain Mimoun                                                                                     | Atletika      | Muži běh na 10 000 m                |
| Stříbro | Mady Moreauová                                                                                   | Skoky do vody | Ženy prkno 3 m                      |
| Stříbro | Guy Lefrant                                                                                      | Jezdectví     | Jezdecká všestrannost - jednotlivci |
| Stříbro | Pierre Blondiaux Marc Bouissou Roger Gautier Jacques Guissart                                    | Veslování     | Muži čtyřka bez kormidelníka        |
| Stříbro | Gilbert Bozon                                                                                    | Plavání       | Muži 100 m znak                     |
| Bronz   | Joseph Ventaja                                                                                   | Box           | Muži pérová váha do 57 kg           |
| Bronz   | Louis Gantois                                                                                    | Kanoistika    | Muži K1 1 000 m                     |
| Bronz   | Jacques Anquetil Claude Rouer Alfred Tonello Roland Bezamat                                      | Cyklistika    | Družstvo mužů - hromadný start      |
| Bronz   | André Jousseaume                                                                                 | Jezdectví     | Drezura - jednotlivci               |
| Bronz   | Jean Laroyenne Jacques Lefèvre Jean Levavasseur Bernard Morel Maurice Piot Jean-François Tournon | Šerm          | Družstvo mužů šavle                 |
| Bronz   | Joseph Bernardo Jean Boiteux Aldo Eminente Alex Jany                                             | Plavání       | Muži štafeta 4 × 200 m volný způsob |